# Gotowy na wszystko
Gotowy na wszystko – album studyjny polskiego rapera Kacpra Orlikowskiego, znanego z występów w zespole Hipotonia WIWP. Wydawnictwo ukazało się 6 czerwca 2014 roku nakładem wytwórni muzycznej Ganja Mafia Label. Produkcji nagrań podjęli się Milion Beats, DNA, Gibbs, No Name Full of Fame, PSR oraz I'Scream.
Album uzyskał status złotej płyty. Dotarł do 13. miejsca zestawienia OLiS. 

## Lista utworów
Opracowano na podstawie materiału źródłowego.
1. „Intro” (produkcja: PSR)
2. „Obcy” (gościnnie: Kali, PMM, produkcja: No Name Full of Fame)
3. „Światło” (produkcja: PSR)
4. „Kiedy zasypia dzień” (produkcja: PSR)
5. „Gotowy na wszystko” (produkcja: PSR)
6. „Placebo” (produkcja: Gibbs, cuty: DJ Feel-X)
7. „Czarny kruk” (produkcja: Gibbs)
8. „Nic za darmo” (gościnnie: Paluch, Felipe, produkcja: Milion Beats)
9. „Nawet letnie dni..” (gościnnie: Angie, Dawidzior, produkcja: Milion Beats)
10. „Femme fatale” (gościnnie: GMB, produkcja: PSR)
11. „Nie badź obojętny” (gościnnie: Angie, produkcja: Gibbs)
12. „Samotność” (produkcja: DNA, cuty: DJ Danek)
13. „Bez was” (produkcja: PSR)
14. „Życie na walizkach” (gościnnie: Ruby, produkcja: No Name Full of Fame)
15. „Ostatni raz” (produkcja: PSR)
16. „Inferno” (gościnnie: Angie, produkcja: PSR)
17. „Czarny kruk (REMIX)” (produkcja: I'Scream)